# WNBA Draft 2022
Der WNBA Draft 2022 war die 26. Talentziehung der Women’s National Basketball Association und fand am 11. April 2022 in New York City statt. Die erste Runde des Draft wurde landesweit auf ESPN2 ausgestrahlt. Die zweite und dritte Runde waren auf ESPNU zu sehen.
Insgesamt wurden in drei Runden 36 Spielerinnen von den WNBA-Franchises ausgewählt. Mit dem First Overall Draft-Pick wählten die Atlanta Dream die US-Amerikanerin Rhyne Howard aus. An zweiter Stelle wurde die US-Amerikanerin NaLyssa Smith von den Indiana Fever und an dritter Stelle die US-Amerikanerin Shakira Austin von den Washington Mystics ausgewählt.

## WNBA Draft

### Runde 1
| Pick | Spielerin       | Nationalität       | WNBA-Mannschaft    | College / Profi-Verein        |
| ---- | --------------- | ------------------ | ------------------ | ----------------------------- |
| 1    | Rhyne Howard    | Vereinigte Staaten | Atlanta Dream      | University of Kentucky        |
| 2    | NaLyssa Smith   | Vereinigte Staaten | Indiana Fever      | Baylor University             |
| 3    | Shakira Austin  | Vereinigte Staaten | Washington Mystics | University of Mississippi     |
| 4    | Emily Engstler  | Vereinigte Staaten | Indiana Fever      | University of Louisville      |
| 5    | Nyara Sabally   | Deutschland        | New York Liberty   | University of Oregon          |
| 6    | Lexie Hull      | Vereinigte Staaten | Indiana Fever      | Stanford University           |
| 7    | Veronica Burton | Vereinigte Staaten | Dallas Wings       | Northwestern University       |
| 8    | Mya Hollingshed | Puerto Rico        | Las Vegas Aces     | University of Colorado        |
| 9    | Rae Burrell     | Vereinigte Staaten | Los Angeles Sparks | University of Tennessee       |
| 10   | Queen Egbo      | Vereinigte Staaten | Indiana Fever      | Baylor University             |
| 11   | Kierstan Bell   | Vereinigte Staaten | Las Vegas Aces     | Florida Gulf Coast University |
| 12   | Nia Clouden     | Vereinigte Staaten | Connecticut Sun    | Michigan State University     |

### Runde 2
| Pick | Spielerin           | Nationalität       | WNBA-Mannschaft    | College / Profi-Verein          |
| ---- | ------------------- | ------------------ | ------------------ | ------------------------------- |
| 13   | Khayla Pointer      | Vereinigte Staaten | Las Vegas Aces     | Louisiana State University      |
| 14   | Christyn Williams   | Vereinigte Staaten | Washington Mystics | University of Connecticut       |
| 15   | Naz Hillmon         | Vereinigte Staaten | Atlanta Dream      | University of Michigan          |
| 16   | Kianna Smith        | Vereinigte Staaten | Los Angeles Sparks | University of Louisville        |
| 17   | Elissa Cunane       | Vereinigte Staaten | Seattle Storm      | North Carolina State University |
| 18   | Lorela Cubaj        | Italien            | Seattle Storm      | Georgia Institute of Technology |
| 19   | Olivia Nelson-Ododa | Vereinigte Staaten | Los Angeles Sparks | University of Connecticut       |
| 20   | Destanni Henderson  | Vereinigte Staaten | Indiana Fever      | University of South Carolina    |
| 21   | Evina Westbrook     | Vereinigte Staaten | Seattle Storm      | University of Connecticut       |
| 22   | Kayla Jones         | Vereinigte Staaten | Minnesota Lynx     | North Carolina State University |
| 23   | Aisha Sheppard      | Vereinigte Staaten | Las Vegas Aces     | Virginia Tech University        |
| 24   | Jordan Lewis        | Vereinigte Staaten | Connecticut Sun    | Baylor University               |

### Runde 3
| Pick | Spielerin                 | Nationalität       | WNBA-Mannschaft    | College / Profi-Verein                            |
| ---- | ------------------------- | ------------------ | ------------------ | ------------------------------------------------- |
| 25   | Ameshya Williams-Holliday | Vereinigte Staaten | Indiana Fever      | Jackson State University                          |
| 26   | Maya Dodson               | Vereinigte Staaten | Phoenix Mercury    | University of Notre Dame                          |
| 27   | Amy Atwell                | Australien         | Los Angeles Sparks | University of Hawaiʻi at Mānoa                    |
| 28   | Hannah Sjerven            | Vereinigte Staaten | Minnesota Lynx     | University of South Dakota                        |
| 29   | Sika Koné                 | Mali               | New York Liberty   | CB Islas Canarias                                 |
| 30   | Jasmine Dickey            | Vereinigte Staaten | Dallas Wings       | University of Delaware                            |
| 31   | Jazz Bond                 | Vereinigte Staaten | Dallas Wings       | University of North Florida                       |
| 32   | Macee Williams            | Vereinigte Staaten | Phoenix Mercury    | Indiana University-Purdue University Indianapolis |
| 33   | Jade Melbourne            | Australien         | Seattle Storm      | University of Canberra                            |
| 34   | Ali Patberg               | Vereinigte Staaten | Indiana Fever      | Indiana University Bloomington                    |
| 35   | Faustine Aifuwa           | Vereinigte Staaten | Las Vegas Aces     | Louisiana State University                        |
| 36   | Kiara Smith               | Vereinigte Staaten | Connecticut Sun    | University of Florida                             |